# إماراتيون أستراليون
الأستراليون الإماراتيون مواطنون أو مقيمون في أستراليا من أصل إماراتي. يوجد مجتمع إماراتي صغير في الدولة، يتألف بشكل أساسي من بضعة آلاف من الطلاب الدوليين.

## التركيبة السكانية
كجزء من المجتمع العربي الأسترالي، فإن غالبية الإماراتيين المقيمين في أستراليا هم طلاب يكملون تعليمهم في جامعات أسترالية مختلفة. أستراليا هي وجهة يتجه إليها الطلاب الإماراتيون في التعليم العالي، مع تزايد التسجيل على مر السنين. اعتبارًا من عام 2013، كان هناك ما يصل إلى 1700 طالب إماراتي في أستراليا. في نفس العام، كان هناك أكثر من 900 طالب إماراتي مسجلين في أستراليا. كثير منهم حاصلون على منح دراسية من حكومة دولة الإمارات العربية المتحدة ويسعون للحصول على درجات البكلوريوس أوالماجستير أو الدكتوراه. يتركزون في المدن الكبيرة مثل سيدني وملبورن وبريسبان وبيرث. بالإضافة إلى ذلك، يزور حوالي 14000 إماراتي كل عام أستراليا غرض السياحة. أصبحت الهجرة أسهل من خلال متطلبات التأشيرة المريحة وروابط الطيران الواسعة بين البلدين.

## المجتمع والمنظمات
الإمارات العربية المتحدة لديها سفارة في كانبيرا تقدم خدمات للمواطنين الإماراتيين في أستراليا. وفي عام 2008، افتتحت السفارة بوابة إلكترونية على الإنترنت تقدم الخدمات والمساعدة في الاستفسارات لطلاب الإمارات في أستراليا. هناك اتحاد طلابي إماراتي تم تشكيله من قبل الطلاب الإماراتيين الذين يدرسون في أستراليا. يراقب المجتمع ويحتفل بمختلف المناسبات الثقافية والدينية، مثل اليوم الوطني لدولة الإمارات العربية المتحدة، والعيد ورمضان.